# Opoptera hilara
Opoptera hilara är en fjärilsart som beskrevs av Hans Ferdinand Emil Julius Stichel 1901. Opoptera hilara ingår i släktet Opoptera och familjen praktfjärilar. Inga underarter finns listade i Catalogue of Life.